# Pernille Krognos
Pernille Olufsdatter Krognos (omkring 1490 – 26. april 1533) var en dansk adelsfrue.
Hun var datter af rigsråd Oluf Stigsen Krognos til Krapperup og Bollerup og Anne Mouritsdatter Gyldenstierne. 
Hun havde i 1508 Bregentved og blev samme år gift på Stegehus med Anders Bentsen Bille (1477-1555) til Søholm og fik med ham børnene Eggert og Sidsel.
Hun døde i 1533 på Svenstrup og er begravet i Magleby Kirke på Stevns, hvor der er et usædvanligt epitafium, hvor hun er afbildet knælende for den genopstandne Frelser. Teksten lyder: ”Anno d 1533 xiiii dage effthr paske døde ehrligh welbyrdigh qvine ffrv pernille hr anders billes lighr h begrave Gudt hed siell haffve”.